# San Francesco del Deserto
(Sul frontone della chiesa di San Francesco del Deserto)
San Francesco del Deserto è un'isola della Laguna Veneta, con un'estensione di circa 4 ettari, situata tra Sant'Erasmo e Burano. Ospita un convento di frati minori, originariamente fondato dallo stesso San Francesco.

## Storia
Frequentato sin dall'età romana, come testimonia il ritrovamento di alcuni reperti nel sottosuolo, il luogo, già chiamato Isola delle Due Vigne, divenne nel 1220 approdo per Francesco d'Assisi, di ritorno dall'Oriente e dalla Quinta crociata, dove si era recato a predicare il Vangelo al sultano e porre fine alla guerra. Il santo scelse l'isola per fondarvi un ricovero dove fosse possibile pregare e meditare in pace, lontani dalla mondanità. 
Dopo la sua morte, l'isola venne donata, nel marzo del 1233, ai frati minori dal patrizio veneziano Jacopo Michiel, parente del patriarca di Grado Angelo Barozzi, per fondarvi un convento.
Nel XV secolo, abbandonata l'isola ed il convento per le condizioni ambientali divenute ormai inospitali, causa la malaria, da qui il termine disertata, anche se l'abbandono durò solo qualche decina di anni. L'isola venne occupata dai soldati napoleonici nel 1806 che depredarono il monastero e la chiesa dagli ornamenti e causa la soppressione la comunità dovette spostarsi nel monastero di San Bonaventura a Venezia. Successivamente la zona fu adibita a polveriera dagli Austriaci sino a che nel 1858 il terreno venne donato al patriarcato di Venezia, che consentì ai frati di rifondarvi il monastero, tuttora attivo.
In occasione degli ottocento anni dalla venuta del santo assisiate sull'isola e dalla fondazione del monastero, si sono organizzate mostre e interventi aventi lo scopo di smuovere l'opinione pubblica circa il mantenimento dei luoghi sia di preghiera che naturalistici, tra questi il reportage realizzato dal report Giorgio Fornoni.
Vi è ambientata la storia di Corto Maltese "L'angelo della finestra d'oriente".

## Galleria d'immagini

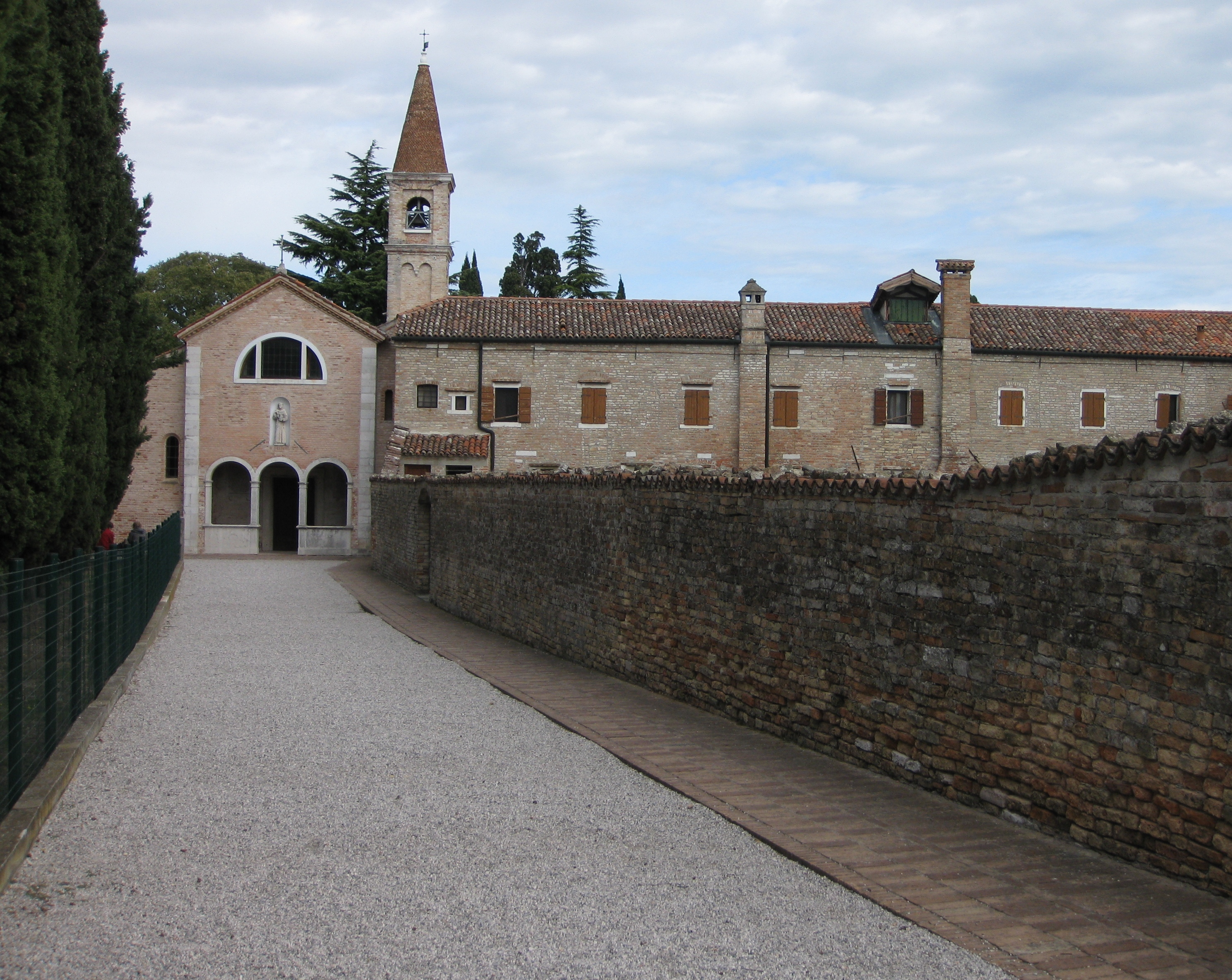
Accesso al monastero
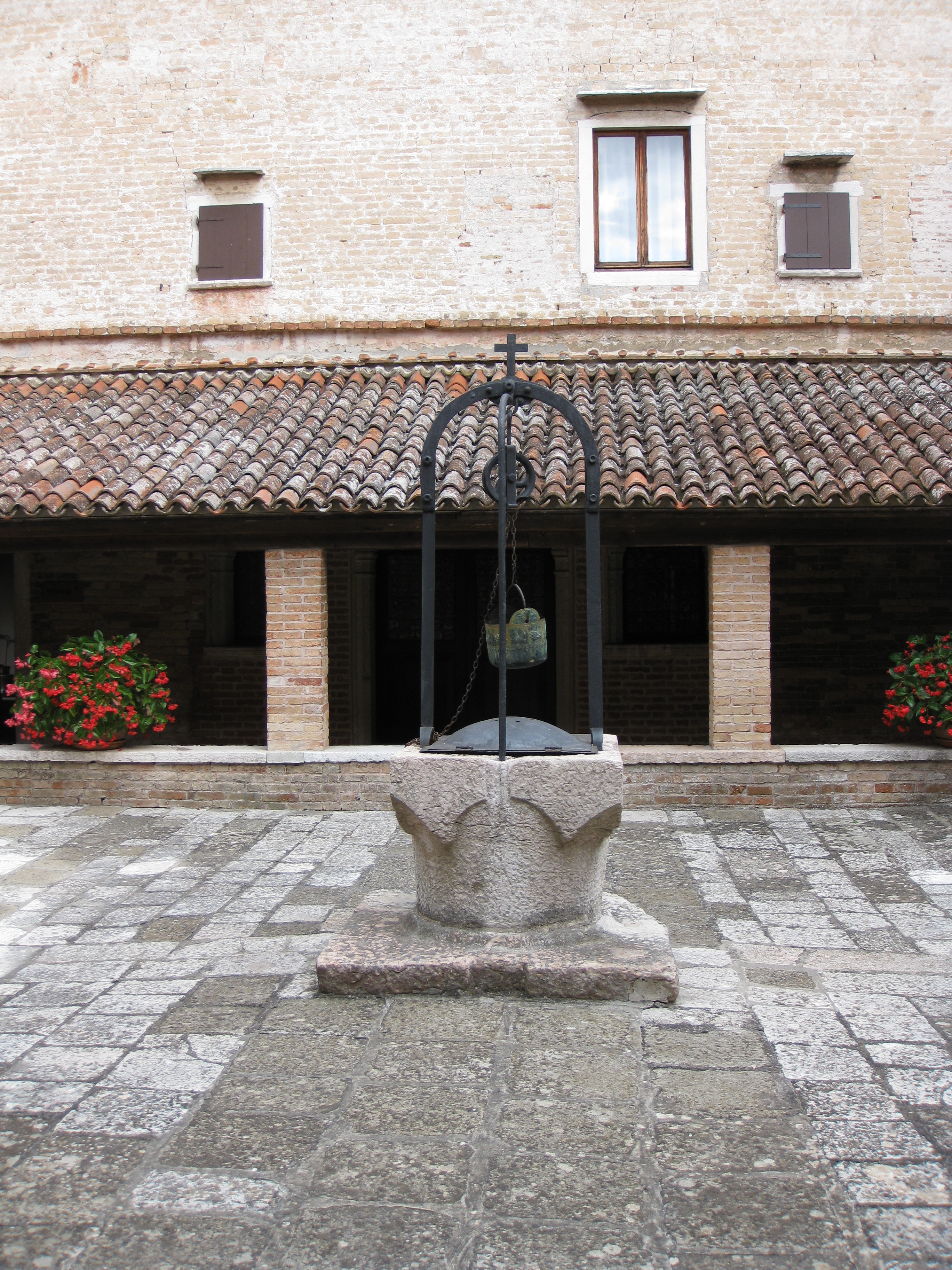
Vera di pozzo
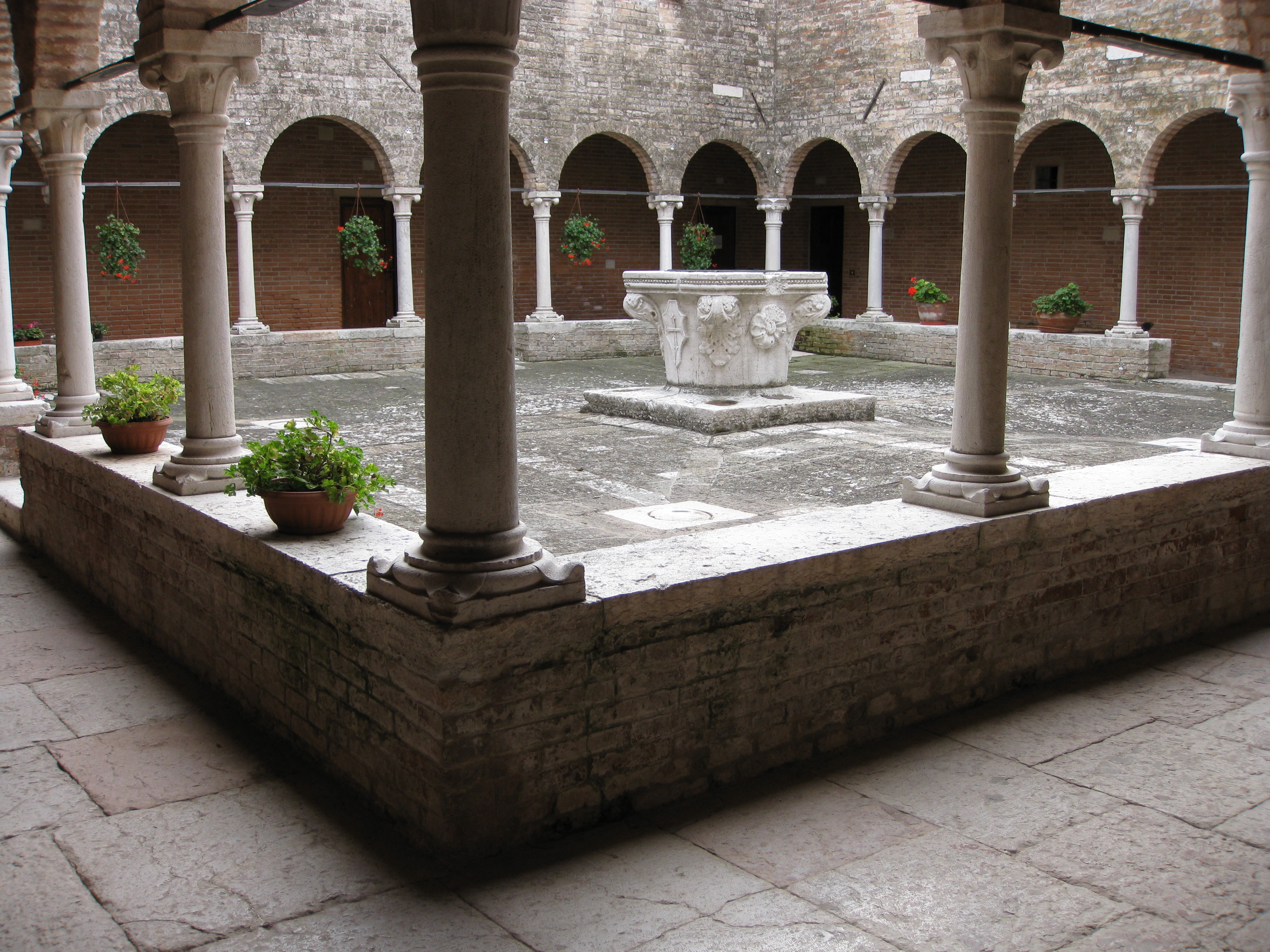
Chiostro
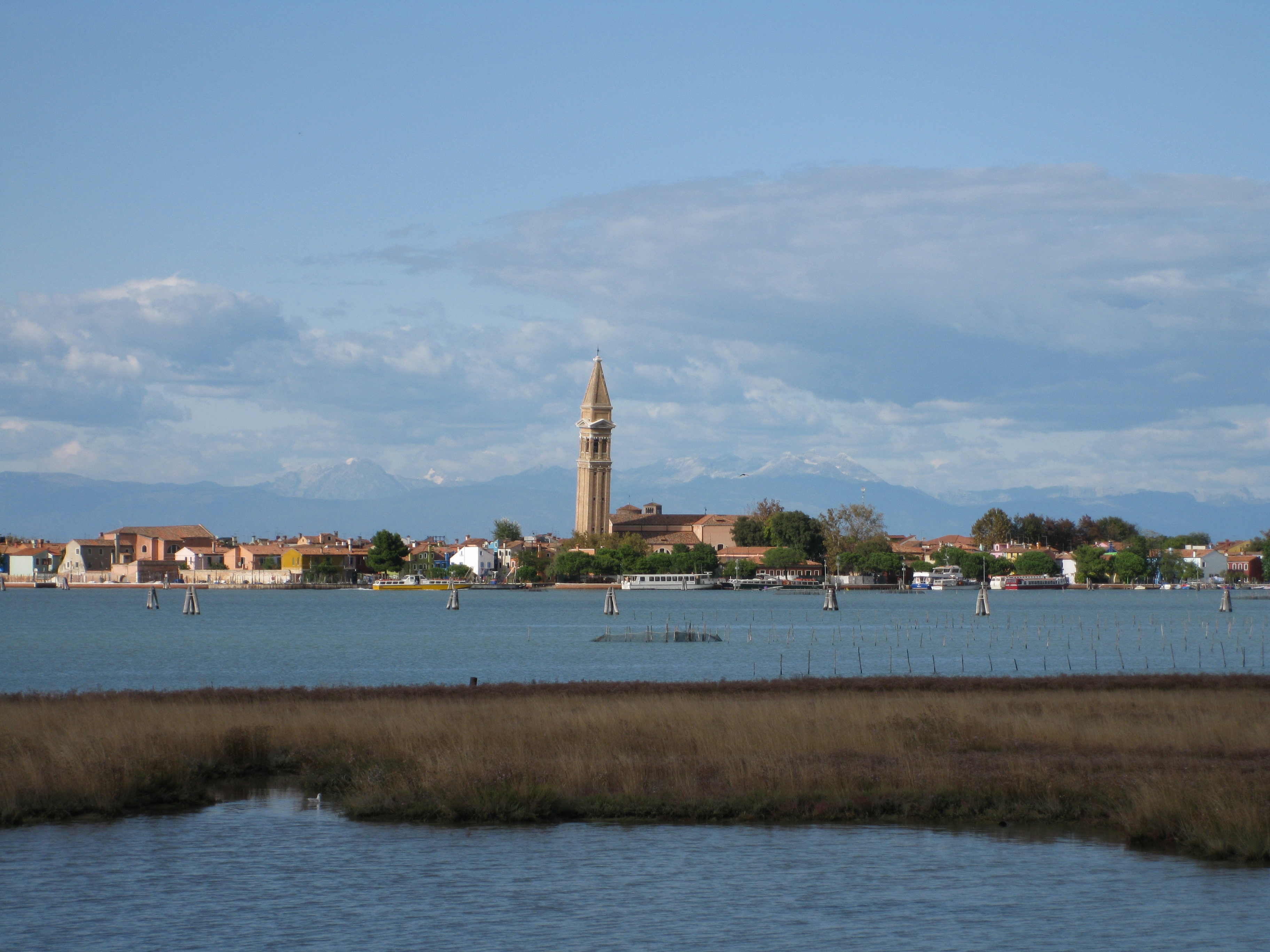
Veduta di Burano